# 陸中善
陸中善，字仲善，浙江承宣布政使司明州府慈溪（今浙江寧波市西鎮海區慈城鎮）人，明朝政治人物。
洪武年間，由國子生授刑科給事中，明成祖北巡時，留太子監國，命他與侍講楊士奇共總青宮之政，為人小心謹慎。后因解縉之事被連坐，出任交趾丘烏縣知縣，后恢復官職去世。